# Tour Down Under 2024
La 24.ª edición del Tour Down Under (llamado oficialmente: Santos Tour Down Under) fue una carrera de ciclismo en ruta por etapas que se celebró entre el 16 y el 21 de enero de 2024 en Australia con inicio en la ciudad de Tanunda y final en el Monte Lofty con un recorrido total de 824,6 km.
La carrera formó parte del UCI WorldTour 2024, calendario ciclístico de máximo nivel mundial, siendo la primera carrera de dicho circuito. El vencedor final fue el británico Stephen Williams del Israel-Premier Tech y estuvo acompañado en el podio por el ecuatoriano Jhonatan Narváez del INEOS Grenadiers y el mexicano Isaac Del Toro del UAE Emirates, segundo y tercer clasificado respectivamente.

## Equipos participantes
Tomaron parte en la carrera 20 equipos: los 18 de categoría UCI WorldTeam, uno de categoría UCI ProTeam y la selección nacional de Australia. Formaron así un pelotón de 139 ciclistas de los que acabaron 130. Los equipos que participaron fueron los siguientes:
| WorldTeams (18)- Alpecin-Deceuninck - Arkéa-B&B Hotels - Astana Qazaqstan Team - Bora-Hansgrohe - Cofidis - EF Education-EasyPost - Ineos Grenadiers - Intermarché-Wanty - Lidl-Trek - Movistar Team - Soudal Quick-Step - Team Jayco AlUla - Team Visma \| Lease a Bike - UAE Team Emirates - Team dsm-firmenich PostNL - Bahrain Victorious - Groupama-FDJ - Decathlon-AG2R La Mondiale ProTeam- Israel-Premier Tech Equipo nacional- Australia |
| |

## Recorrido
El Tour Down Under dispuso de seis etapas para un recorrido total de 824,6 kilómetros, donde se contempló en las cinco primeras etapas algunas dificultades en varios puntos de la carrera.
| Etapa     | Fecha     | Recorrido                       | type                   | Distancia (km) | Desnivel (m) | Ganador          | Líder            |
| --------- | --------- | ------------------------------- | ---------------------- | -------------- | ------------ | ---------------- | ---------------- |
| 1.ª etapa | 16 de ene | Tanunda – Tanunda               | etapa llana            | 144            | 1381 m       | Samuel Welsford  | Samuel Welsford  |
| 2.ª etapa | 17 de ene | Norwood – Lobethal              | etapa escarpada        | 141,6          | 2269 m       | Isaac Del Toro   | Isaac Del Toro   |
| 3.ª etapa | 18 de ene | Tea Tree Gully – Campbelltown   | etapa llana            | 145,3          | 1606 m       | Samuel Welsford  | Isaac Del Toro   |
| 4.ª etapa | 19 de ene | Murray Bridge – Port Elliot     | etapa llana            | 136,2          | 575 m        | Samuel Welsford  | Isaac Del Toro   |
| 5.ª etapa | 20 de ene | Christies Beach – Willunga Hill | etapa de media montaña | 129,3          | 1437 m       | Oscar Onley      | Stephen Williams |
| 6.ª etapa | 21 de ene | Unley – Monte Lofty             | etapa de media montaña | 128,2          | 2344 m       | Stephen Williams | Stephen Williams |

## Desarrollo de la carrera

### 1.ª etapa
| Tanunda - Tanunda | etapa llana | (144 km) |

| \| Clasificación de la etapa \| Clasificación de la etapa \| Clasificación de la etapa \| Clasificación de la etapa \| Clasificación de la etapa \| \| Ciclista \| Ciclista \| Equipo \| Tiempo \| \| \| ------------------------- \| ------------------------- \| ------------------------- \| ------------------------- \| ------------------------- \| \| 1.º \| Samuel Welsford \| Bora-Hansgrohe \| 3 h 25 min 56 s \| \| \| 2.º \| Phil Bauhaus \| Bahrain Victorious \| + 0 s \| \| \| 3.º \| Biniam Girmay \| Intermarché-Wanty \| + 0 s \| \| \| 4.º \| Caleb Ewan \| Team Jayco AlUla \| + 0 s \| \| \| 5.º \| Jhonatan Narváez \| Ineos Grenadiers \| + 0 s \| \| \| 6.º \| Max Kanter \| Astana Qazaqstan Team \| + 0 s \| \| \| 7.º \| Danny van Poppel \| Bora-Hansgrohe \| + 0 s \| \| \| 8.º \| Corbin Strong \| Israel-Premier Tech \| + 0 s \| \| \| 9.º \| Madis Mihkels \| Intermarché-Wanty \| + 0 s \| \| \| 10.º \| Mathias Vacek \| Lidl-Trek \| + 0 s \| \| |                  |                       |                 |
| |                  |                       |                 |
| Fuente: ProCyclingStats |                  |                       |                 |
| Clasificación de la etapa |                  |                       |                 |
| Ciclista | Ciclista         | Equipo                | Tiempo          |
| 1.º | Samuel Welsford  | Bora-Hansgrohe        | 3 h 25 min 56 s |
| 2.º | Phil Bauhaus     | Bahrain Victorious    | + 0 s           |
| 3.º | Biniam Girmay    | Intermarché-Wanty     | + 0 s           |
| 4.º | Caleb Ewan       | Team Jayco AlUla      | + 0 s           |
| 5.º | Jhonatan Narváez | Ineos Grenadiers      | + 0 s           |
| 6.º | Max Kanter       | Astana Qazaqstan Team | + 0 s           |
| 7.º | Danny van Poppel | Bora-Hansgrohe        | + 0 s           |
| 8.º | Corbin Strong    | Israel-Premier Tech   | + 0 s           |
| 9.º | Madis Mihkels    | Intermarché-Wanty     | + 0 s           |
| 10.º | Mathias Vacek    | Lidl-Trek             | + 0 s           |

| \| Clasificación general \| Clasificación general \| Clasificación general \| Clasificación general \| Clasificación general \| \| Ciclista \| Ciclista \| Equipo \| Tiempo \| \| \| --------------------- \| --------------------- \| --------------------- \| --------------------- \| --------------------- \| \| 1.º \| Samuel Welsford \| Bora-Hansgrohe \| 3 h 25 min 46 s \| \| \| 2.º \| Phil Bauhaus \| Bahrain Victorious \| + 4 s \| \| \| 3.º \| Biniam Girmay \| Intermarché-Wanty \| + 6 s \| \| \| 4.º \| Corbin Strong \| Israel-Premier Tech \| + 7 s \| \| \| 5.º \| Georg Zimmermann \| Intermarché-Wanty \| + 7 s \| \| \| 6.º \| Finn Fisher-Black \| UAE Team Emirates \| + 7 s \| \| \| 7.º \| Louis Barré \| Arkéa-B&B Hotels \| + 8 s \| \| \| 8.º \| Jhonatan Narváez \| Ineos Grenadiers \| + 9 s \| \| \| 9.º \| Caleb Ewan \| Team Jayco AlUla \| + 10 s \| \| \| 10.º \| Max Kanter \| Astana Qazaqstan Team \| + 10 s \| \| |                   |                       |                 |
| |                   |                       |                 |
| Fuente: ProCyclingStats |                   |                       |                 |
| Clasificación general |                   |                       |                 |
| Ciclista | Ciclista          | Equipo                | Tiempo          |
| 1.º | Samuel Welsford   | Bora-Hansgrohe        | 3 h 25 min 46 s |
| 2.º | Phil Bauhaus      | Bahrain Victorious    | + 4 s           |
| 3.º | Biniam Girmay     | Intermarché-Wanty     | + 6 s           |
| 4.º | Corbin Strong     | Israel-Premier Tech   | + 7 s           |
| 5.º | Georg Zimmermann  | Intermarché-Wanty     | + 7 s           |
| 6.º | Finn Fisher-Black | UAE Team Emirates     | + 7 s           |
| 7.º | Louis Barré       | Arkéa-B&B Hotels      | + 8 s           |
| 8.º | Jhonatan Narváez  | Ineos Grenadiers      | + 9 s           |
| 9.º | Caleb Ewan        | Team Jayco AlUla      | + 10 s          |
| 10.º | Max Kanter        | Astana Qazaqstan Team | + 10 s          |

### 2.ª etapa
| Norwood - Lobethal | etapa escarpada | (141,6 km) |

| \| Clasificación de la etapa \| Clasificación de la etapa \| Clasificación de la etapa \| Clasificación de la etapa \| Clasificación de la etapa \| \| Ciclista \| Ciclista \| Equipo \| Tiempo \| \| \| ------------------------- \| ------------------------- \| ------------------------- \| ------------------------- \| ------------------------- \| \| 1.º \| Isaac Del Toro \| UAE Team Emirates \| 3 h 29 min 37 s \| \| \| 2.º \| Corbin Strong \| Israel-Premier Tech \| + 0 s \| \| \| 3.º \| Stephen Williams \| Israel-Premier Tech \| + 0 s \| \| \| 4.º \| Biniam Girmay \| Intermarché-Wanty \| + 0 s \| \| \| 5.º \| Caleb Ewan \| Team Jayco AlUla \| + 0 s \| \| \| 6.º \| Lars Boven \| Alpecin-Deceuninck \| + 0 s \| \| \| 7.º \| Ruben Guerreiro \| Movistar Team \| + 0 s \| \| \| 8.º \| Danny van Poppel \| Bora-Hansgrohe \| + 0 s \| \| \| 9.º \| Max Kanter \| Astana Qazaqstan Team \| + 0 s \| \| \| 10.º \| Laurence Pithie \| Groupama-FDJ \| + 0 s \| \| |                  |                       |                 |
| |                  |                       |                 |
| Fuente: ProCyclingStats |                  |                       |                 |
| Clasificación de la etapa |                  |                       |                 |
| Ciclista | Ciclista         | Equipo                | Tiempo          |
| 1.º | Isaac Del Toro   | UAE Team Emirates     | 3 h 29 min 37 s |
| 2.º | Corbin Strong    | Israel-Premier Tech   | + 0 s           |
| 3.º | Stephen Williams | Israel-Premier Tech   | + 0 s           |
| 4.º | Biniam Girmay    | Intermarché-Wanty     | + 0 s           |
| 5.º | Caleb Ewan       | Team Jayco AlUla      | + 0 s           |
| 6.º | Lars Boven       | Alpecin-Deceuninck    | + 0 s           |
| 7.º | Ruben Guerreiro  | Movistar Team         | + 0 s           |
| 8.º | Danny van Poppel | Bora-Hansgrohe        | + 0 s           |
| 9.º | Max Kanter       | Astana Qazaqstan Team | + 0 s           |
| 10.º | Laurence Pithie  | Groupama-FDJ          | + 0 s           |

| \| Clasificación general \| Clasificación general \| Clasificación general \| Clasificación general \| Clasificación general \| \| Ciclista \| Ciclista \| Equipo \| Tiempo \| \| \| --------------------- \| --------------------- \| --------------------- \| --------------------- \| --------------------- \| \| 1.º \| Isaac Del Toro \| UAE Team Emirates \| 6 h 55 min 22 s \| \| \| 2.º \| Corbin Strong \| Israel-Premier Tech \| + 2 s \| \| \| 3.º \| Biniam Girmay \| Intermarché-Wanty \| + 7 s \| \| \| 4.º \| Stephen Williams \| Israel-Premier Tech \| + 7 s \| \| \| 5.º \| Georg Zimmermann \| Intermarché-Wanty \| + 8 s \| \| \| 6.º \| Finn Fisher-Black \| UAE Team Emirates \| + 8 s \| \| \| 7.º \| Louis Barré \| Arkéa-B&B Hotels \| + 9 s \| \| \| 8.º \| Caleb Ewan \| Team Jayco AlUla \| + 10 s \| \| \| 9.º \| Jhonatan Narváez \| Ineos Grenadiers \| + 10 s \| \| \| 10.º \| Danny van Poppel \| Bora-Hansgrohe \| + 11 s \| \| |                   |                     |                 |
| |                   |                     |                 |
| Fuente: ProCyclingStats |                   |                     |                 |
| Clasificación general |                   |                     |                 |
| Ciclista | Ciclista          | Equipo              | Tiempo          |
| 1.º | Isaac Del Toro    | UAE Team Emirates   | 6 h 55 min 22 s |
| 2.º | Corbin Strong     | Israel-Premier Tech | + 2 s           |
| 3.º | Biniam Girmay     | Intermarché-Wanty   | + 7 s           |
| 4.º | Stephen Williams  | Israel-Premier Tech | + 7 s           |
| 5.º | Georg Zimmermann  | Intermarché-Wanty   | + 8 s           |
| 6.º | Finn Fisher-Black | UAE Team Emirates   | + 8 s           |
| 7.º | Louis Barré       | Arkéa-B&B Hotels    | + 9 s           |
| 8.º | Caleb Ewan        | Team Jayco AlUla    | + 10 s          |
| 9.º | Jhonatan Narváez  | Ineos Grenadiers    | + 10 s          |
| 10.º | Danny van Poppel  | Bora-Hansgrohe      | + 11 s          |

### 3.ª etapa
| Tea Tree Gully - Campbelltown | etapa llana | (145,3 km) |

| \| Clasificación de la etapa \| Clasificación de la etapa \| Clasificación de la etapa \| Clasificación de la etapa \| Clasificación de la etapa \| \| Ciclista \| Ciclista \| Equipo \| Tiempo \| \| \| ------------------------- \| ------------------------- \| ------------------------- \| ------------------------- \| ------------------------- \| \| 1.º \| Samuel Welsford \| Bora-Hansgrohe \| 3 h 20 min 42 s \| \| \| 2.º \| Elia Viviani \| Ineos Grenadiers \| + 0 s \| \| \| 3.º \| Daniel McLay \| Arkéa-B&B Hotels \| + 0 s \| \| \| 4.º \| Laurence Pithie \| Groupama-FDJ \| + 0 s \| \| \| 5.º \| Max Kanter \| Astana Qazaqstan Team \| + 0 s \| \| \| 6.º \| Caleb Ewan \| Team Jayco AlUla \| + 0 s \| \| \| 7.º \| Álvaro Hodeg \| UAE Team Emirates \| + 0 s \| \| \| 8.º \| Biniam Girmay \| Intermarché-Wanty \| + 0 s \| \| \| 9.º \| Jhonatan Narváez \| Ineos Grenadiers \| + 0 s \| \| \| 10.º \| Emīls Liepiņš \| Team dsm-firmenich PostNL \| + 0 s \| \| |                  |                           |                 |
| |                  |                           |                 |
| Fuente: ProCyclingStats |                  |                           |                 |
| Clasificación de la etapa |                  |                           |                 |
| Ciclista | Ciclista         | Equipo                    | Tiempo          |
| 1.º | Samuel Welsford  | Bora-Hansgrohe            | 3 h 20 min 42 s |
| 2.º | Elia Viviani     | Ineos Grenadiers          | + 0 s           |
| 3.º | Daniel McLay     | Arkéa-B&B Hotels          | + 0 s           |
| 4.º | Laurence Pithie  | Groupama-FDJ              | + 0 s           |
| 5.º | Max Kanter       | Astana Qazaqstan Team     | + 0 s           |
| 6.º | Caleb Ewan       | Team Jayco AlUla          | + 0 s           |
| 7.º | Álvaro Hodeg     | UAE Team Emirates         | + 0 s           |
| 8.º | Biniam Girmay    | Intermarché-Wanty         | + 0 s           |
| 9.º | Jhonatan Narváez | Ineos Grenadiers          | + 0 s           |
| 10.º | Emīls Liepiņš    | Team dsm-firmenich PostNL | + 0 s           |

| \| Clasificación general \| Clasificación general \| Clasificación general \| Clasificación general \| Clasificación general \| \| Ciclista \| Ciclista \| Equipo \| Tiempo \| \| \| --------------------- \| --------------------- \| --------------------- \| --------------------- \| --------------------- \| \| 1.º \| Isaac Del Toro \| UAE Team Emirates \| 10 h 16 min 04 s \| \| \| 2.º \| Corbin Strong \| Israel-Premier Tech \| + 2 s \| \| \| 3.º \| Axel Mariault \| Cofidis \| + 5 s \| \| \| 4.º \| Biniam Girmay \| Intermarché-Wanty \| + 7 s \| \| \| 5.º \| Stephen Williams \| Israel-Premier Tech \| + 7 s \| \| \| 6.º \| Stefan de Bod \| EF Education-EasyPost \| + 7 s \| \| \| 7.º \| Georg Zimmermann \| Intermarché-Wanty \| + 8 s \| \| \| 8.º \| Finn Fisher-Black \| UAE Team Emirates \| + 8 s \| \| \| 9.º \| Louis Barré \| Arkéa-B&B Hotels \| + 9 s \| \| \| 10.º \| Caleb Ewan \| Team Jayco AlUla \| + 10 s \| \| |                   |                       |                  |
| |                   |                       |                  |
| Fuente: ProCyclingStats |                   |                       |                  |
| Clasificación general |                   |                       |                  |
| Ciclista | Ciclista          | Equipo                | Tiempo           |
| 1.º | Isaac Del Toro    | UAE Team Emirates     | 10 h 16 min 04 s |
| 2.º | Corbin Strong     | Israel-Premier Tech   | + 2 s            |
| 3.º | Axel Mariault     | Cofidis               | + 5 s            |
| 4.º | Biniam Girmay     | Intermarché-Wanty     | + 7 s            |
| 5.º | Stephen Williams  | Israel-Premier Tech   | + 7 s            |
| 6.º | Stefan de Bod     | EF Education-EasyPost | + 7 s            |
| 7.º | Georg Zimmermann  | Intermarché-Wanty     | + 8 s            |
| 8.º | Finn Fisher-Black | UAE Team Emirates     | + 8 s            |
| 9.º | Louis Barré       | Arkéa-B&B Hotels      | + 9 s            |
| 10.º | Caleb Ewan        | Team Jayco AlUla      | + 10 s           |

### 4.ª etapa
| Murray Bridge - Port Elliot | etapa llana | (136,2 km) |

| \| Clasificación de la etapa \| Clasificación de la etapa \| Clasificación de la etapa \| Clasificación de la etapa \| Clasificación de la etapa \| \| Ciclista \| Ciclista \| Equipo \| Tiempo \| \| \| ------------------------- \| ------------------------- \| ------------------------- \| ------------------------- \| ------------------------- \| \| 1.º \| Samuel Welsford \| Bora-Hansgrohe \| 2 h 59 min 50 s \| \| \| 2.º \| Biniam Girmay \| Intermarché-Wanty \| + 0 s \| \| \| 3.º \| Lars Boven \| Alpecin-Deceuninck \| + 0 s \| \| \| 4.º \| Milan Fretin \| Cofidis \| + 0 s \| \| \| 5.º \| Laurence Pithie \| Groupama-FDJ \| + 0 s \| \| \| 6.º \| Gonzalo Serrano Rodríguez \| Movistar Team \| + 0 s \| \| \| 7.º \| Max Kanter \| Astana Qazaqstan Team \| + 0 s \| \| \| 8.º \| Antoine Huby \| Soudal Quick-Step \| + 0 s \| \| \| 9.º \| Phil Bauhaus \| Bahrain Victorious \| + 0 s \| \| \| 10.º \| Simon Clarke \| Israel-Premier Tech \| + 0 s \| \| |                           |                       |                 |
| |                           |                       |                 |
| Fuente: ProCyclingStats |                           |                       |                 |
| Clasificación de la etapa |                           |                       |                 |
| Ciclista | Ciclista                  | Equipo                | Tiempo          |
| 1.º | Samuel Welsford           | Bora-Hansgrohe        | 2 h 59 min 50 s |
| 2.º | Biniam Girmay             | Intermarché-Wanty     | + 0 s           |
| 3.º | Lars Boven                | Alpecin-Deceuninck    | + 0 s           |
| 4.º | Milan Fretin              | Cofidis               | + 0 s           |
| 5.º | Laurence Pithie           | Groupama-FDJ          | + 0 s           |
| 6.º | Gonzalo Serrano Rodríguez | Movistar Team         | + 0 s           |
| 7.º | Max Kanter                | Astana Qazaqstan Team | + 0 s           |
| 8.º | Antoine Huby              | Soudal Quick-Step     | + 0 s           |
| 9.º | Phil Bauhaus              | Bahrain Victorious    | + 0 s           |
| 10.º | Simon Clarke              | Israel-Premier Tech   | + 0 s           |

| \| Clasificación general \| Clasificación general \| Clasificación general \| Clasificación general \| Clasificación general \| \| Ciclista \| Ciclista \| Equipo \| Tiempo \| \| \| --------------------- \| --------------------- \| --------------------- \| --------------------- \| --------------------- \| \| 1.º \| Isaac Del Toro \| UAE Team Emirates \| 13 h 15 min 54 s \| \| \| 2.º \| Biniam Girmay \| Intermarché-Wanty \| + 1 s \| \| \| 3.º \| Corbin Strong \| Israel-Premier Tech \| + 2 s \| \| \| 4.º \| Axel Mariault \| Cofidis \| + 5 s \| \| \| 5.º \| Stephen Williams \| Israel-Premier Tech \| + 7 s \| \| \| 6.º \| Lars Boven \| Alpecin-Deceuninck \| + 7 s \| \| \| 7.º \| Stefan de Bod \| EF Education-EasyPost \| + 7 s \| \| \| 8.º \| Georg Zimmermann \| Intermarché-Wanty \| + 8 s \| \| \| 9.º \| Finn Fisher-Black \| UAE Team Emirates \| + 8 s \| \| \| 10.º \| Louis Barré \| Arkéa-B&B Hotels \| + 9 s \| \| |                   |                       |                  |
| |                   |                       |                  |
| Fuente: ProCyclingStats |                   |                       |                  |
| Clasificación general |                   |                       |                  |
| Ciclista | Ciclista          | Equipo                | Tiempo           |
| 1.º | Isaac Del Toro    | UAE Team Emirates     | 13 h 15 min 54 s |
| 2.º | Biniam Girmay     | Intermarché-Wanty     | + 1 s            |
| 3.º | Corbin Strong     | Israel-Premier Tech   | + 2 s            |
| 4.º | Axel Mariault     | Cofidis               | + 5 s            |
| 5.º | Stephen Williams  | Israel-Premier Tech   | + 7 s            |
| 6.º | Lars Boven        | Alpecin-Deceuninck    | + 7 s            |
| 7.º | Stefan de Bod     | EF Education-EasyPost | + 7 s            |
| 8.º | Georg Zimmermann  | Intermarché-Wanty     | + 8 s            |
| 9.º | Finn Fisher-Black | UAE Team Emirates     | + 8 s            |
| 10.º | Louis Barré       | Arkéa-B&B Hotels      | + 9 s            |

### 5.ª etapa
| Christies Beach - Willunga Hill | etapa de media montaña | (129,3 km) |

| \| Clasificación de la etapa \| Clasificación de la etapa \| Clasificación de la etapa \| Clasificación de la etapa \| Clasificación de la etapa \| \| Ciclista \| Ciclista \| Equipo \| Tiempo \| \| \| ------------------------- \| ------------------------- \| -------------------------- \| ------------------------- \| ------------------------- \| \| 1.º \| Oscar Onley \| Team dsm-firmenich PostNL \| 2 h 52 min 23 s \| \| \| 2.º \| Stephen Williams \| Israel-Premier Tech \| + 0 s \| \| \| 3.º \| Jhonatan Narváez \| Ineos Grenadiers \| + 0 s \| \| \| 4.º \| Julian Alaphilippe \| Soudal Quick-Step \| + 3 s \| \| \| 5.º \| Bart Lemmen \| Team Visma \\| Lease a Bike \| + 3 s \| \| \| 6.º \| Simon Yates \| Team Jayco AlUla \| + 3 s \| \| \| 7.º \| Valentin Paret-Peintre \| Decathlon-AG2R La Mondiale \| + 6 s \| \| \| 8.º \| Isaac Del Toro \| UAE Team Emirates \| + 6 s \| \| \| 9.º \| Damien Howson \| Australia \| + 12 s \| \| \| 10.º \| Finn Fisher-Black \| UAE Team Emirates \| + 20 s \| \| |                        |                            |                 |
| |                        |                            |                 |
| Fuente: ProCyclingStats |                        |                            |                 |
| Clasificación de la etapa |                        |                            |                 |
| Ciclista | Ciclista               | Equipo                     | Tiempo          |
| 1.º | Oscar Onley            | Team dsm-firmenich PostNL  | 2 h 52 min 23 s |
| 2.º | Stephen Williams       | Israel-Premier Tech        | + 0 s           |
| 3.º | Jhonatan Narváez       | Ineos Grenadiers           | + 0 s           |
| 4.º | Julian Alaphilippe     | Soudal Quick-Step          | + 3 s           |
| 5.º | Bart Lemmen            | Team Visma \| Lease a Bike | + 3 s           |
| 6.º | Simon Yates            | Team Jayco AlUla           | + 3 s           |
| 7.º | Valentin Paret-Peintre | Decathlon-AG2R La Mondiale | + 6 s           |
| 8.º | Isaac Del Toro         | UAE Team Emirates          | + 6 s           |
| 9.º | Damien Howson          | Australia                  | + 12 s          |
| 10.º | Finn Fisher-Black      | UAE Team Emirates          | + 20 s          |

| \| Clasificación general \| Clasificación general \| Clasificación general \| Clasificación general \| Clasificación general \| \| Ciclista \| Ciclista \| Equipo \| Tiempo \| \| \| --------------------- \| ---------------------- \| -------------------------- \| --------------------- \| --------------------- \| \| 1.º \| Stephen Williams \| Israel-Premier Tech \| 16 h 08 min 18 s \| \| \| 2.º \| Oscar Onley \| Team dsm-firmenich PostNL \| + 0 s \| \| \| 3.º \| Jhonatan Narváez \| Ineos Grenadiers \| + 5 s \| \| \| 4.º \| Isaac Del Toro \| UAE Team Emirates \| + 5 s \| \| \| 5.º \| Julian Alaphilippe \| Soudal Quick-Step \| + 13 s \| \| \| 6.º \| Bart Lemmen \| Team Visma \\| Lease a Bike \| + 13 s \| \| \| 7.º \| Simon Yates \| Team Jayco AlUla \| + 13 s \| \| \| 8.º \| Valentin Paret-Peintre \| Decathlon-AG2R La Mondiale \| + 16 s \| \| \| 9.º \| Damien Howson \| Australia \| + 22 s \| \| \| 10.º \| Axel Mariault \| Cofidis \| + 24 s \| \| |                        |                            |                  |
| |                        |                            |                  |
| Fuente: ProCyclingStats |                        |                            |                  |
| Clasificación general |                        |                            |                  |
| Ciclista | Ciclista               | Equipo                     | Tiempo           |
| 1.º | Stephen Williams       | Israel-Premier Tech        | 16 h 08 min 18 s |
| 2.º | Oscar Onley            | Team dsm-firmenich PostNL  | + 0 s            |
| 3.º | Jhonatan Narváez       | Ineos Grenadiers           | + 5 s            |
| 4.º | Isaac Del Toro         | UAE Team Emirates          | + 5 s            |
| 5.º | Julian Alaphilippe     | Soudal Quick-Step          | + 13 s           |
| 6.º | Bart Lemmen            | Team Visma \| Lease a Bike | + 13 s           |
| 7.º | Simon Yates            | Team Jayco AlUla           | + 13 s           |
| 8.º | Valentin Paret-Peintre | Decathlon-AG2R La Mondiale | + 16 s           |
| 9.º | Damien Howson          | Australia                  | + 22 s           |
| 10.º | Axel Mariault          | Cofidis                    | + 24 s           |

### 6.ª etapa
| Unley - Monte Lofty | etapa de media montaña | (128,2 km) |

| \| Clasificación de la etapa \| Clasificación de la etapa \| Clasificación de la etapa \| Clasificación de la etapa \| Clasificación de la etapa \| \| Ciclista \| Ciclista \| Equipo \| Tiempo \| \| \| ------------------------- \| ------------------------- \| -------------------------- \| ------------------------- \| ------------------------- \| \| 1.º \| Stephen Williams \| Israel-Premier Tech \| 3 h 05 min 26 s \| \| \| 2.º \| Jhonatan Narváez \| Ineos Grenadiers \| + 0 s \| \| \| 3.º \| Isaac Del Toro \| UAE Team Emirates \| + 0 s \| \| \| 4.º \| Bart Lemmen \| Team Visma \\| Lease a Bike \| + 0 s \| \| \| 5.º \| Laurence Pithie \| Groupama-FDJ \| + 3 s \| \| \| 6.º \| Julian Alaphilippe \| Soudal Quick-Step \| + 10 s \| \| \| 7.º \| Damien Howson \| Australia \| + 10 s \| \| \| 8.º \| Christian Scaroni \| Astana Qazaqstan Team \| + 10 s \| \| \| 9.º \| Bauke Mollema \| Lidl-Trek \| + 10 s \| \| \| 10.º \| Lars Boven \| Alpecin-Deceuninck \| + 10 s \| \| |                    |                            |                 |
| |                    |                            |                 |
| Fuente: ProCyclingStats |                    |                            |                 |
| Clasificación de la etapa |                    |                            |                 |
| Ciclista | Ciclista           | Equipo                     | Tiempo          |
| 1.º | Stephen Williams   | Israel-Premier Tech        | 3 h 05 min 26 s |
| 2.º | Jhonatan Narváez   | Ineos Grenadiers           | + 0 s           |
| 3.º | Isaac Del Toro     | UAE Team Emirates          | + 0 s           |
| 4.º | Bart Lemmen        | Team Visma \| Lease a Bike | + 0 s           |
| 5.º | Laurence Pithie    | Groupama-FDJ               | + 3 s           |
| 6.º | Julian Alaphilippe | Soudal Quick-Step          | + 10 s          |
| 7.º | Damien Howson      | Australia                  | + 10 s          |
| 8.º | Christian Scaroni  | Astana Qazaqstan Team      | + 10 s          |
| 9.º | Bauke Mollema      | Lidl-Trek                  | + 10 s          |
| 10.º | Lars Boven         | Alpecin-Deceuninck         | + 10 s          |

## Clasificaciones finales
- Las clasificaciones finalizaron de la siguiente forma:[4]

### Clasificación general
| \| Clasificación general \| Clasificación general \| Clasificación general \| Clasificación general \| Clasificación general \| \| Ciclista \| Ciclista \| Equipo \| Tiempo \| \| \| --------------------- \| ---------------------- \| -------------------------- \| --------------------- \| --------------------- \| \| 1.º \| Stephen Williams \| Israel-Premier Tech \| 19 h 13 min 34 s \| \| \| 2.º \| Jhonatan Narváez \| Ineos Grenadiers \| + 9 s \| \| \| 3.º \| Isaac Del Toro \| UAE Team Emirates \| + 11 s \| \| \| 4.º \| Oscar Onley \| Team dsm-firmenich PostNL \| + 20 s \| \| \| 5.º \| Bart Lemmen \| Team Visma \\| Lease a Bike \| + 23 s \| \| \| 6.º \| Julian Alaphilippe \| Soudal Quick-Step \| + 33 s \| \| \| 7.º \| Simon Yates \| Team Jayco AlUla \| + 33 s \| \| \| 8.º \| Valentin Paret-Peintre \| Decathlon-AG2R La Mondiale \| + 36 s \| \| \| 9.º \| Damien Howson \| Australia \| + 42 s \| \| \| 10.º \| Jack Haig \| Bahrain Victorious \| + 50 s \| \| |                        |                            |                  |
| |                        |                            |                  |
| Fuente: ProCyclingStats |                        |                            |                  |
| Clasificación general |                        |                            |                  |
| Ciclista | Ciclista               | Equipo                     | Tiempo           |
| 1.º | Stephen Williams       | Israel-Premier Tech        | 19 h 13 min 34 s |
| 2.º | Jhonatan Narváez       | Ineos Grenadiers           | + 9 s            |
| 3.º | Isaac Del Toro         | UAE Team Emirates          | + 11 s           |
| 4.º | Oscar Onley            | Team dsm-firmenich PostNL  | + 20 s           |
| 5.º | Bart Lemmen            | Team Visma \| Lease a Bike | + 23 s           |
| 6.º | Julian Alaphilippe     | Soudal Quick-Step          | + 33 s           |
| 7.º | Simon Yates            | Team Jayco AlUla           | + 33 s           |
| 8.º | Valentin Paret-Peintre | Decathlon-AG2R La Mondiale | + 36 s           |
| 9.º | Damien Howson          | Australia                  | + 42 s           |
| 10.º | Jack Haig              | Bahrain Victorious         | + 50 s           |

### Clasificación de la montaña
| Clasificación de la montaña | Clasificación de la montaña  | Clasificación de la montaña | Clasificación de la montaña | Clasificación de la montaña |
| Ciclista                    | Ciclista                     | Equipo                      | Puntos                      |                             |
| --------------------------- | ---------------------------- | --------------------------- | --------------------------- | --------------------------- |
| 1.º                         | Luke Burns                   | Australia                   | 45 pts                      |                             |
| 2.º                         | Jardi Christiaan van der Lee | EF Education-EasyPost       | 23 pts                      |                             |
| 3.º                         | Gil Gelders                  | Soudal Quick-Step           | 20 pts                      |                             |
| 4.º                         | Chris Harper                 | Team Jayco AlUla            | 12 pts                      |                             |
| 5.º                         | Julian Alaphilippe           | Soudal Quick-Step           | 10 pts                      |                             |
| 6.º                         | António Morgado              | UAE Team Emirates           | 8 pts                       |                             |
| 7.º                         | Tristan Saunders             | Team BridgeLane             | 8 pts                       |                             |
| 8.º                         | Jacopo Mosca                 | Lidl-Trek                   | 7 pts                       |                             |
| 9.º                         | Louis Barré                  | Arkéa-B&B Hotels            | 6 pts                       |                             |
| 10.º                        | Oscar Onley                  | Team dsm-firmenich PostNL   | 6 pts                       |                             |

### Clasificación por puntos
| Clasificación por puntos | Clasificación por puntos | Clasificación por puntos | Clasificación por puntos | Clasificación por puntos |
| Ciclista                 | Ciclista                 | Equipo                   | Puntos                   |                          |
| ------------------------ | ------------------------ | ------------------------ | ------------------------ | ------------------------ |
| 1.º                      | Samuel Welsford          | Bora-Hansgrohe           | 90 pts                   |                          |
| 2.º                      | Biniam Girmay            | Intermarché-Wanty        | 77 pts                   |                          |
| 3.º                      | Jhonatan Narváez         | Ineos Grenadiers         | 70 pts                   |                          |
| 4.º                      | Stephen Williams         | Israel-Premier Tech      | 69 pts                   |                          |
| 5.º                      | Isaac Del Toro           | UAE Team Emirates        | 61 pts                   |                          |
| 6.º                      | Laurence Pithie          | Groupama-FDJ             | 60 pts                   |                          |
| 7.º                      | Max Kanter               | Astana Qazaqstan Team    | 54 pts                   |                          |
| 8.º                      | Caleb Ewan               | Team Jayco AlUla         | 52 pts                   |                          |
| 9.º                      | Lars Boven               | Alpecin-Deceuninck       | 44 pts                   |                          |
| 10.º                     | Phil Bauhaus             | Bahrain Victorious       | 36 pts                   |                          |

### Clasificación de los jóvenes
| Clasificación del mejor joven | Clasificación del mejor joven | Clasificación del mejor joven | Clasificación del mejor joven | Clasificación del mejor joven |
| Ciclista                      | Ciclista                      | Equipo                        | Tiempo                        |                               |
| ----------------------------- | ----------------------------- | ----------------------------- | ----------------------------- | ----------------------------- |
| 1.º                           | Isaac Del Toro                | UAE Team Emirates             | 19 h 13 min 45 s              |                               |
| 2.º                           | Oscar Onley                   | Team dsm-firmenich PostNL     | + 9 s                         |                               |
| 3.º                           | Bastien Tronchon              | Decathlon-AG2R La Mondiale    | + 1 min 00 s                  |                               |
| 4.º                           | Laurence Pithie               | Groupama-FDJ                  | + 1 min 01 s                  |                               |
| 5.º                           | Gianmarco Garofoli            | Astana Qazaqstan Team         | + 2 min 00 s                  |                               |
| 6.º                           | António Morgado               | UAE Team Emirates             | + 3 min 33 s                  |                               |
| 7.º                           | Joshua Tarling                | Ineos Grenadiers              | + 5 min 32 s                  |                               |
| 8.º                           | Loe van Belle                 | Team Visma \| Lease a Bike    | + 7 min 11 s                  |                               |
| 9.º                           | Mathias Vacek                 | Lidl-Trek                     | + 8 min 15 s                  |                               |
| 10.º                          | Enzo Paleni                   | Groupama-FDJ                  | + 9 min 01 s                  |                               |

### Clasificación por equipos
| Clasificación por equipos | Clasificación por equipos  | Clasificación por equipos | Clasificación por equipos |
| Equipo                    | Equipo                     | Tiempo                    |                           |
| ------------------------- | -------------------------- | ------------------------- | ------------------------- |
| 1.º                       | Decathlon-AG2R La Mondiale | 57 h 44 min 14 s          |                           |
| 2.º                       | Israel-Premier Tech        | + 4 s                     |                           |
| 3.º                       | UAE Team Emirates          | + 6 s                     |                           |
| 4.º                       | Soudal Quick-Step          | + 16 s                    |                           |
| 5.º                       | Team Visma \| Lease a Bike | + 24 s                    |                           |
| 6.º                       | Intermarché-Wanty          | + 1 min 42 s              |                           |
| 7.º                       | Movistar Team              | + 1 min 44 s              |                           |
| 8.º                       | Alpecin-Deceuninck         | + 1 min 54 s              |                           |
| 9.º                       | Lidl-Trek                  | + 2 min 10 s              |                           |
| 10.º                      | Australia                  | + 2 min 39 s              |                           |

## Evolución de las clasificaciones
| Etapa                   |                         | Ganador _        | Clasificación general | Puntos          | Montaña     | Jóvenes        | Equipo _                   |
| ----------------------- | ----------------------- | ---------------- | --------------------- | --------------- | ----------- | -------------- | -------------------------- |
| 1.ª etapa               | etapa llana             | Samuel Welsford  | Samuel Welsford       | Samuel Welsford | Louis Barré | Madis Mihkels  | Intermarché-Wanty          |
| 2.ª etapa               | etapa escarpada         | Isaac Del Toro   | Isaac Del Toro        | Biniam Girmay   | Luke Burns  | Isaac Del Toro | Intermarché-Wanty          |
| 3.ª etapa               | etapa llana             | Samuel Welsford  | Isaac Del Toro        | Samuel Welsford | Luke Burns  | Isaac Del Toro | Intermarché-Wanty          |
| 4.ª etapa               | etapa llana             | Samuel Welsford  | Isaac Del Toro        | Samuel Welsford | Luke Burns  | Isaac Del Toro | Intermarché-Wanty          |
| 5.ª etapa               | etapa de media montaña  | Oscar Onley      | Stephen Williams      | Samuel Welsford | Luke Burns  | Oscar Onley    | UAE Team Emirates          |
| 6.ª etapa               | etapa de media montaña  | Stephen Williams | Stephen Williams      | Samuel Welsford | Luke Burns  | Isaac Del Toro | Decathlon-AG2R La Mondiale |
| Clasificaciones finales | Clasificaciones finales |                  | Stephen Williams      | Samuel Welsford | Luke Burns  | Isaac Del Toro | Decathlon-AG2R La Mondiale |

## Ciclistas participantes y posiciones finales
Convenciones:
- AB-N: Abandono en la etapa "N"
- FLT-N: Retiro por llegada fuera del límite de tiempo en la etapa "N"
- NTS-N: No tomó la salida para la etapa "N"
- DES-N: Descalificado o expulsado en la etapa "N"

## UCI World Ranking
El Tour Down Under otorgó puntos para el UCI World Ranking para corredores de los equipos en las categorías UCI WorldTeam, UCI ProTeam y Continental. Las siguientes tablas son el baremo de puntuación y los diez corredores que obtuvieron más puntos:
| Posición              | 1.º | 2.º | 3.º | 4.º | 5.º | 6.º | 7.º | 8.º | 9.º | 10.º | 11.º | 12.º | 13.º | 14.º | 15.º | 16.º-20.º | 21.º-30.º | 31.º-50.º | 51.º-55.º | 56.º-60.º |
| Clasificación general | 500 | 400 | 325 | 275 | 225 | 175 | 150 | 125 | 100 | 85   | 70   | 60   | 50   | 40   | 35   | 30        | 20        | 10        | 5         | 3         |
| Por etapa             | 60  | 40  | 30  | 25  | 20  | 15  | 10  | 8   | 5   | 2    |      |      |      |      |      |           |           |           |           |           |
| Líder                 | 10  |     |     |     |     |     |     |     |     |      |      |      |      |      |      |           |           |           |           |           |

| Clasificación |                        |                            |         |       |       |       |
| Posición      | Ciclista               | Equipo                     | General | Etapa | Líder | Total |
| ------------- | ---------------------- | -------------------------- | ------- | ----- | ----- | ----- |
| 1.º           | Stephen Williams       | Israel-Premier Tech        | 500     | 130   | 10    | 640   |
| 2.º           | Jhonatan Narváez       | INEOS Grenadiers           | 400     | 95    | -     | 495   |
| 3.º           | Isaac Del Toro         | UAE Emirates               | 325     | 98    | 30    | 453   |
| 4.º           | Oscar Onley            | dsm-firmenich PostNL       | 275     | 60    | -     | 335   |
| 5.º           | Bart Lemmen            | Visma \| Lease a Bike      | 225     | 45    | -     | 270   |
| 6.º           | Julian Alaphilippe     | Soudal Quick-Step          | 175     | 40    | -     | 215   |
| 7.º           | Sam Welsford           | Bora-Hansgrohe             | -       | 180   | 10    | 190   |
| 8.º           | Simon Yates            | Jayco AlUla                | 150     | 15    | -     | 165   |
| 9.º           | Valentin Paret-Peintre | Decathlon AG2R La Mondiale | 125     | 10    | -     | 135   |
| 10.º          | Damien Howson          | Selección de Australia     | 100     | 15    | -     | 115   |